# Szurpek słoikowaty
Szurpek słoikowaty (Orthotrichum urnigerum Myrin) – gatunek mchu należący do rodziny szurpkowatych (Orthotrichaceae).

## Rozmieszczenie geograficzne
Gatunek występuje w Europie środkowej, w Pierenejach i Fennoskandii oraz w Szkocji i Ameryce Północnej. W Polsce podany z Tatr.

## Morfologia
PokrójMech plagiotropowy o luźnych darniach. Młode darnie są jasnozielone, potem ich barwa zmienia się w żółtozieloną.
Budowa gametofituŁodygi o wysokości 2–3 cm, słabo rozgałęziające się. Liście mają długość 3 mm, są jajowatolancetowate i łódkowato zgięte. Brzeg cały, prawie do szczytu podwinięty. Komórki blaszki liściowej mają błony silniej zgrubiałe w kątach i są pokryte podwójnymi brodawkami, szczególnie w górnej części blaszki.
Budowa sporofituPuszka ukryta wśród liści (seta ma długość jedynie 1 mm). Puszka jest czerwonobrunatna, ma kształt jajowaty, nagle zwężający się ku secie. Perystom jest podwójny. Jasnożółty czepek jest okryty brodawkowanymi włoskami.

## Zagrożenie i ochrona
Roślina objęta w Polsce częściową ochroną gatunkową na podstawie Rozporządzenia Ministra Środowiska z dnia 9 października 2014 w sprawie ochrony gatunkowej roślin. W latach 2004–2014 podlegała ochronie ścisłej.